# XIX Batallón de Fortaleza de la Luftwaffe
El XIX Batallón de Fortaleza de la Luftwaffe (XIX. Luftwaffen-Festungs-Bataillon) fue una unidad de la Luftwaffe durante la Segunda Guerra Mundial.

## Historia
Fue formado en septiembre de 1944 a partir del 1219.º Batallón de Campaña de la Luftwaffe, con 3 compañías, fue incorporado al VII Ejército en Aquisgrán. Entró en acción en Broich con la 246.ª División de Infantería. El 10 de septiembre de 1944, el batallón llegó a Stolberg y fue utilizado en Aquisgrán. El 27 de septiembre de 1944 fue disuelto y absorbido por la 116.ª División Panzer. El 30 de septiembre de 1944, fue subordinado a la 246.ª División Volksgrenadier.
| Unidad       | Correo Postal |
| Plana Mayor  | 62259 A       |
| 1.ª Compañía | 62259 B       |
| 2.ª Compañía | 62259 C       |
| 3.ª Compañía | 62259 D       |